# Hišep-Ratep
Hišep-Ratep war elamischer König und Sohn von Luh-iššan, dem er auf den Thron von Anšan folgte. Gemeinsam mit Abalgamasch von Warahši revoltierte er gegen Rimuš bei dessen Regierungsantritt. Nach einer militärischen Niederlage gegen Rimuš wurde sein Land geplündert. Während dies aus der Inschrift auf in Nippur gefundenen Gefäßen hervorgeht, ist  Hišep-Rateps Schicksal unbekannt.